# 玩家對戰
玩家對戰（Player versus player，PvP）又称“玩家对抗玩家”、“玩家VS玩家”，部份大中華地區遊戲或稱PK，為電子遊戲術語，指网络游戏中玩家与玩家的相互之間進行的战鬥，通常會出現在大型多人線上角色扮演遊戲（MMORPG）。与其相对应的是人機對戰，即玩家與電腦模擬環境對抗。
一些玩家（尤其大中華地區）嚮往玩家之間互相對戰的系統，但新手玩家對不受限制的PvP系統感到十分厭惡，因為他們極之容易被一些比較高等級的玩家殺害。大部分大型多人線上角色扮演遊戲為了解決這個問題，運用不同應對方法，比較常見的是將遊戲中的PK系統設定為可選的或必須經雙方同意才可進行；或要求玩家到達一些特定地點才能進行PvP對戰，通常該地點被稱為「競技場」；有的則需玩家角色到達一定等級才能進行PvP對戰；還有的只能讓玩家角色與其他等級相近的玩家角色進行PvP。
一般而言，PvP戰鬥中死亡的一方會掉落一定數量的虛擬道具，勝利的一方可能會因應不同情況而有所改變，例如遊戲玩家名稱顯示可能變為紅色（殺人犯），或變為白色（殺人犯殺死另一殺人犯），甚至獲得榮譽（普通人殺死殺人犯）。有部分大型多人線上角色扮演遊戲將PK改為「競技」，區別在於，競技情況下，戰敗的玩家不會損失物品，且退出競技後，所有參數不變。但戰勝者可能會獲得一定獎勵。另一方面，有一小部分MMORPG會因不想宣揚暴力而不設計PK系統。

## 与玩家對抗環境（PVE）比较
一般一个网络游戏的PvP部分只是PvE的附属，因为PvE是一款网游最重要的部分。但如果PvP做得不尽如人意，可能会導致玩家流失。

## 類型
PvP可以分為開放制、地區制、決鬥制和標記制：
- 開放式（open PvP）的系統允許任一玩家在無預警的情況下、於遊戲中的任一地點攻擊並殺死其它任一玩家。
- 地區制提供了一個PvP專用地圖，只允許玩家在特定地圖內進行PvP。
- 決鬥制（Dueling）的系統必須由雙方玩家主動同意後才能進行，通常由一方玩家向另一方玩家提出申請，對方同意後、系統會將雙方角色移動至獨立的競技場地圖。
- 標記制提供玩家一個可切換的開關，玩家可自由選擇是否開始PvP模式，僅限開啟此模式的玩家可以互相戰鬥。